# 将乐杨氏家祠
将乐杨氏家祠，位于中国福建省将乐县古镛镇胜利街电信巷，清雍正十三年（1735年）始建，为旌表杨时嫡裔杨祖绳妻节妇林氏所建。坐东南朝西北，平面呈长方形，占地面积448.4平方米，由牌坊式门楼、正堂、后堂组成。牌坊式门楼为砖构仿木，五柱四间四楼式；正堂面阔五间，进深四间，单檐硬山式；后堂面阔三间，进深三间，单檐悬山式，上下两层。2009年11月16日公布为第七批福建省文物保护单位。